# Gösta Harlin
Gösta Emanuel Harlin, född 8 januari 1899 i Sollefteå församling, Västernorrlands län, död 4 april 1979 i Luleå domkyrkoförsamling, Norrbottens län, var en svensk musiklärare och domkyrkoorganist. Han var far till Tord Harlin.

## Biografi
Harlin avlade folkskollärarexamen i Härnösand 1920, organistexamen 1924 samt musiklärare- och kyrkosångarexamen vid Stockholms musikkonservatorium 1926. Han var musiklärare vid Luleå högre allmänna läroverk 1927–1944, vid folkskoleseminariet där från 1944, och domkyrkoorganist i Luleå från 1928. Han var av Kungliga Musikaliska Akademien förordnad examinator i organist- och kantorsexamen 1928–1946 och förste dirigent för Luleå stifts norra kyrkosångarförbund. Han komponerade körer för blandad kör och manskör samt kantat. Han redigerade sångsamlingen I fädernas spår (1947, tredje upplagan 1956).